# زرغران عليا (مقاطعة دورود)
زرغران عليا (بالفارسية: زرگران علیا) هي قرية تقع في قسم تشالانتشولان الريفي (مقاطعة دورود) في إيران. يقدر عدد سكانها بـ 776 نسمة بحسب إحصاء 2016.